# Chrysochlamys floribunda
Chrysochlamys floribunda är en tvåhjärtbladig växtart som beskrevs av José Cuatrecasas. Chrysochlamys floribunda ingår i släktet Chrysochlamys och familjen Clusiaceae. Inga underarter finns listade i Catalogue of Life.